# Magnus Olsen
Magnus Olsen (1878 — 1963) foi um linguista norueguês, e professor de filologia nórdica na Universidade de Oslo ente 1908 e 1948. Ele fundou a revista "Maal og Minne" em 1909, a qual editou por quarenta anos. Nasceu em Arendal.